# Albert Pierrepoint
Pour les autres membres de la famille, voir Pierrepoint.
Albert Pierrepoint, né le 30 mars 1905 à Clayton, Bradford (Yorkshire de l'Ouest), et mort le 10 juillet 1992 à Southport (Merseyside), est un bourreau britannique. Il est l'un des derniers exécuteurs officiels au Royaume-Uni (les dernières exécutions datent de 1964). 

## Biographie
Il suit les traces de son père Henry (1874-1922) en devenant aide-exécuteur sous les ordres de son oncle Thomas (1870-1954) en 1932, auquel il succède en 1940. Il fut considéré comme l'exécuteur britannique le plus actif du XXe siècle : il officia dans 450 pendaisons entre 1932 et 1956, soit 433 hommes et 17 femmes, aussi bien au Royaume-Uni (dont six soldats américains stationnés au Royaume-Uni durant la guerre, jugés en cour martiale et reconnus coupables de meurtres sur des civils britanniques), qu'en Irlande, en Allemagne (202 criminels de guerre nazis entre 1945 et 1949) ou en Égypte. Ses exécutions les plus notables furent : 
- treize criminels de guerre allemands (dix hommes et trois femmes), tous furent exécutés à Hamelin le 13 décembre 1945, à une demi-heure d'intervalle, les femmes ayant été pendues individuellement, les hommes par paires, parmi lesquels :
  - Irma Grese, la plus jeune gardienne de camp de concentration (elle était âgée de 22 ans), exécutée pour des crimes commis dans les camps de Bergen-Belsen et Auschwitz ;
  - Elisabeth Volkenrath (idem) ;
  - Johanna Bormann, pour des crimes commis à Auschwitz uniquement ;
  - Josef Kramer, le commandant du camp de concentration de Bergen-Belsen ;
  - Fritz Klein, le médecin SS du camp ;
  - Bruno Tesch, le co-inventeur du Zyklon B.
- John Amery, fils aîné de Leo Amery, secrétaire d'État à l'Inde durant la guerre, fut l’une des trois personnes à avoir été condamnées pour trahison. Exécuté à la prison de Wandsworth, à Londres, le 19 décembre 1945.
- William Joyce, plus connu sous le pseudonyme de « Lord Haw-Haw », animateur de radio pro-allemand pendant la guerre, reconnu coupable de trahison et exécuté à la prison de Wandsworth, 3 janvier 1946.
- les onze condamnés à mort du Procès de Neuengamme exécutés à Hamelin le 8 octobre 1946
- Vera Salvequart, infirmière allemande, le 26 juin 1947 ; Hans Kieffer, le deuxième homme de la Gestapo en France, le 26 juin 1947
- John George Haigh, le meurtrier à la baignoire d'acide, exécuté à la prison de Wandsworth 10 août 1949.
- Timothy Evans, pendu à la prison de Pentonville le 9 mars 1950 pour le meurtre de sa fille mais pour lequel il obtiendra le pardon en 1966 à titre posthume (mais suspecté du meurtre de sa femme). On découvrit par la suite que ce meurtre était l'œuvre de son voisin John Christie qui confessa être un tueur en série nécrophile. Celui-ci fut exécuté par Pierrepoint le 15 juillet 1953 à Pentonville.
- James Inglis, la pendaison la plus rapide de l'histoire : sept secondes. Exécuté le 8 mai 1951.
- Derek Bentley, 19 ans, exécuté à la prison de Wandsworth le 28 janvier 1953 pour sa participation présumée au meurtre d'un policier. Il a obtenu la grâce à titre posthume en 1998.
- Michael Manning (murderer) (en), pendu le 20 avril 1954, fut la dernière personne exécutée en Irlande.
- Ruth Ellis, la dernière femme exécutée au Royaume-Uni, le 13 juillet 1955, pour le meurtre de son amant.

Albert Pierrepoint, qui était tenancier de pub « dans le civil », démissionna de ses fonctions en 1956, à la suite d'un désaccord avec l'administration à propos de la rémunération perçue lors de sa dernière prestation (l'exécution de Thomas Bancroft). Il laissa la place à ses successeurs : Harry Allen puis Robert Leslie Stewart (en).
Albert Pierrepoint est décédé alors qu'il séjournait en maison de retraite en 1992, quatre ans après son épouse.

## Dans la littérature
Le récit de sa vie fit l'objet d'un film : Pierrepoint: The Last Hangman, du réalisateur britannique Adrian Shergold en 2005, avec Timothy Spall dans le rôle d'Albert Pierrepoint.
On retrouve aussi le personnage d'Albert Pierrepoint dans le roman de Didier Decoin La Pendue de Londres, paru en 2013. L'auteur y raconte le parcours de Ruth Ellis, la dernière femme à être pendue en Grande-Bretagne par Albert Pierrepoint lui-même.